# 1516
1516 (MDXVI) var ett skottår som började en tisdag i den julianska kalendern.

## Händelser

### Hösten
- Hösten – Sten Sture angriper Gustav Trolle och belägrar honom i borgen Stäket. Stens propaganda mot Gustav resulterar i att bönderna omkring Stäket vägrar att betala tiondet.

### Oktober
- 16 oktober – Ängelholm får stadsprivilegier.[1]

### Okänt datum
- Gustav Trolle ställer sig i spetsen för ett parti som avser att störta Sten Sture den yngre.
- Kristian II försöker med Rysslands hjälp isolera Sverige genom en handelsblockad.
- Landet runt Río de la Plata upptäcks av Juan Diaz de Solis, som dödas i en strid med infödda.
- En första utgåva av Ludovico Ariostos renässansepos Den rasande Roland (Orlando furioso) utkommer i Ferrara.

## Födda
- 1 januari – Margareta Eriksdotter (Leijonhufvud), drottning av Sverige 1536–1551, gift med Gustav Vasa.
- 14 januari – Herluf Trolle, dansk (skånsk) amiral och sjöhjälte, riksråd.
- 18 februari – Maria I, känd som Maria den blodiga, regerande drottning av England och Irland 1553–1558.
- Margaretha Coppier, hjältinna under det nederländska frihetskriget.

## Avlidna
- 23 januari – Ferdinand II, kung av Sicilien sedan 1468, av Valencia, Sardinien, Navarra och Kastilien samt greve av Barcelona sedan 1474, kung av Aragonien sedan 1479 och av Neapel sedan 1504.
- 9 augusti – Hieronymus Bosch, nederländsk konstnär.
- 13 december – Johan Tritheim, tysk abbot.

### Fotnoter
1. ↑  Helsingborgs Dagblad 17 januari 2005 - Kungarnas och industriernas broar (läst 4 april 2011)